# Esteban Canal
Pour les articles homonymes, voir Canal.
Esteban Canal (né à Chiclayo au Pérou le 19 avril 1896, mort à Varèse en Italie le 14 février 1981) est un joueur d'échecs péruvien qui, au sommet de sa carrière dans les années 1929-1936, faisait partie de l'élite mondiale.

## Biographie
Né au Pérou en 1896, Canal émigra en Italie dans les années 1920 et y demeura.

## Carrière
Canal fut :
- 2e à Trieste en 1923 ;
- 2e ex æquo à Mérano 1926 ;
- 10e à Budapest 1929 ;
- 10e sur 22 à Carlsbad 1929 ;
- 7e ex æquo à Rohitsch-Sauerbrunn 1929 ;
- 2e à Budapest 1932 ;
- 4e ex æquo à Bad Sliač ;
- vainqueur à Budapest 1933 ;
- 5e à Mähritsch-Ostrau 1933 ;
- 1er ex æquo à Reus 1936.

Après la Seconde Guerre mondiale, il est: 
- 2e à Venise en 1947 et 1948 ;
- 6e à Bad Gastein 1948 ;
- 12e à Venise en 1949[3],[4].

Canal a un score égal avec le champion du monde Max Euwe, il remporta notamment une victoire en 1948.

## Compétitions par équipe
Canal a défendu les couleurs péruviennes lors de l'Olympiade de Dubrovnic en 1950. La Fédération internationale des échecs lui conféra le titre de maître international en 1950 et celui de grand maître honoraire en 1977.

## Contributions à la théorie des ouvertures
|   | a | b | c | d | e | f | g | h |   |
| 8 | Tour noire sur case blanche a8 · Cavalier noir sur case noire b8 · Fou noir sur case blanche c8 · Dame noire sur case noire d8 · Roi noir sur case blanche e8 · Fou noir sur case noire f8 · Tour noire sur case noire h8 · Pion noir sur case noire a7 · Pion noir sur case blanche b7 · Pion noir sur case noire c7 · Pion noir sur case noire e7 · Pion noir sur case blanche f7 · Pion noir sur case noire g7 · Pion noir sur case blanche h7 · Pion noir sur case noire d6 · Cavalier noir sur case blanche d5 · Pion blanc sur case noire e5 · Fou blanc sur case blanche c4 · Pion blanc sur case noire d4 · Pion blanc sur case blanche a2 · Pion blanc sur case noire b2 · Pion blanc sur case blanche c2 · Pion blanc sur case noire f2 · Pion blanc sur case blanche g2 · Pion blanc sur case noire h2 · Tour blanche sur case noire a1 · Cavalier blanc sur case blanche b1 · Fou blanc sur case noire c1 · Dame blanche sur case blanche d1 · Roi blanc sur case noire e1 · Cavalier blanc sur case noire g1 · Tour blanche sur case blanche h1 | Tour noire sur case blanche a8 · Cavalier noir sur case noire b8 · Fou noir sur case blanche c8 · Dame noire sur case noire d8 · Roi noir sur case blanche e8 · Fou noir sur case noire f8 · Tour noire sur case noire h8 · Pion noir sur case noire a7 · Pion noir sur case blanche b7 · Pion noir sur case noire c7 · Pion noir sur case noire e7 · Pion noir sur case blanche f7 · Pion noir sur case noire g7 · Pion noir sur case blanche h7 · Pion noir sur case noire d6 · Cavalier noir sur case blanche d5 · Pion blanc sur case noire e5 · Fou blanc sur case blanche c4 · Pion blanc sur case noire d4 · Pion blanc sur case blanche a2 · Pion blanc sur case noire b2 · Pion blanc sur case blanche c2 · Pion blanc sur case noire f2 · Pion blanc sur case blanche g2 · Pion blanc sur case noire h2 · Tour blanche sur case noire a1 · Cavalier blanc sur case blanche b1 · Fou blanc sur case noire c1 · Dame blanche sur case blanche d1 · Roi blanc sur case noire e1 · Cavalier blanc sur case noire g1 · Tour blanche sur case blanche h1 | Tour noire sur case blanche a8 · Cavalier noir sur case noire b8 · Fou noir sur case blanche c8 · Dame noire sur case noire d8 · Roi noir sur case blanche e8 · Fou noir sur case noire f8 · Tour noire sur case noire h8 · Pion noir sur case noire a7 · Pion noir sur case blanche b7 · Pion noir sur case noire c7 · Pion noir sur case noire e7 · Pion noir sur case blanche f7 · Pion noir sur case noire g7 · Pion noir sur case blanche h7 · Pion noir sur case noire d6 · Cavalier noir sur case blanche d5 · Pion blanc sur case noire e5 · Fou blanc sur case blanche c4 · Pion blanc sur case noire d4 · Pion blanc sur case blanche a2 · Pion blanc sur case noire b2 · Pion blanc sur case blanche c2 · Pion blanc sur case noire f2 · Pion blanc sur case blanche g2 · Pion blanc sur case noire h2 · Tour blanche sur case noire a1 · Cavalier blanc sur case blanche b1 · Fou blanc sur case noire c1 · Dame blanche sur case blanche d1 · Roi blanc sur case noire e1 · Cavalier blanc sur case noire g1 · Tour blanche sur case blanche h1 | Tour noire sur case blanche a8 · Cavalier noir sur case noire b8 · Fou noir sur case blanche c8 · Dame noire sur case noire d8 · Roi noir sur case blanche e8 · Fou noir sur case noire f8 · Tour noire sur case noire h8 · Pion noir sur case noire a7 · Pion noir sur case blanche b7 · Pion noir sur case noire c7 · Pion noir sur case noire e7 · Pion noir sur case blanche f7 · Pion noir sur case noire g7 · Pion noir sur case blanche h7 · Pion noir sur case noire d6 · Cavalier noir sur case blanche d5 · Pion blanc sur case noire e5 · Fou blanc sur case blanche c4 · Pion blanc sur case noire d4 · Pion blanc sur case blanche a2 · Pion blanc sur case noire b2 · Pion blanc sur case blanche c2 · Pion blanc sur case noire f2 · Pion blanc sur case blanche g2 · Pion blanc sur case noire h2 · Tour blanche sur case noire a1 · Cavalier blanc sur case blanche b1 · Fou blanc sur case noire c1 · Dame blanche sur case blanche d1 · Roi blanc sur case noire e1 · Cavalier blanc sur case noire g1 · Tour blanche sur case blanche h1 | Tour noire sur case blanche a8 · Cavalier noir sur case noire b8 · Fou noir sur case blanche c8 · Dame noire sur case noire d8 · Roi noir sur case blanche e8 · Fou noir sur case noire f8 · Tour noire sur case noire h8 · Pion noir sur case noire a7 · Pion noir sur case blanche b7 · Pion noir sur case noire c7 · Pion noir sur case noire e7 · Pion noir sur case blanche f7 · Pion noir sur case noire g7 · Pion noir sur case blanche h7 · Pion noir sur case noire d6 · Cavalier noir sur case blanche d5 · Pion blanc sur case noire e5 · Fou blanc sur case blanche c4 · Pion blanc sur case noire d4 · Pion blanc sur case blanche a2 · Pion blanc sur case noire b2 · Pion blanc sur case blanche c2 · Pion blanc sur case noire f2 · Pion blanc sur case blanche g2 · Pion blanc sur case noire h2 · Tour blanche sur case noire a1 · Cavalier blanc sur case blanche b1 · Fou blanc sur case noire c1 · Dame blanche sur case blanche d1 · Roi blanc sur case noire e1 · Cavalier blanc sur case noire g1 · Tour blanche sur case blanche h1 | Tour noire sur case blanche a8 · Cavalier noir sur case noire b8 · Fou noir sur case blanche c8 · Dame noire sur case noire d8 · Roi noir sur case blanche e8 · Fou noir sur case noire f8 · Tour noire sur case noire h8 · Pion noir sur case noire a7 · Pion noir sur case blanche b7 · Pion noir sur case noire c7 · Pion noir sur case noire e7 · Pion noir sur case blanche f7 · Pion noir sur case noire g7 · Pion noir sur case blanche h7 · Pion noir sur case noire d6 · Cavalier noir sur case blanche d5 · Pion blanc sur case noire e5 · Fou blanc sur case blanche c4 · Pion blanc sur case noire d4 · Pion blanc sur case blanche a2 · Pion blanc sur case noire b2 · Pion blanc sur case blanche c2 · Pion blanc sur case noire f2 · Pion blanc sur case blanche g2 · Pion blanc sur case noire h2 · Tour blanche sur case noire a1 · Cavalier blanc sur case blanche b1 · Fou blanc sur case noire c1 · Dame blanche sur case blanche d1 · Roi blanc sur case noire e1 · Cavalier blanc sur case noire g1 · Tour blanche sur case blanche h1 | Tour noire sur case blanche a8 · Cavalier noir sur case noire b8 · Fou noir sur case blanche c8 · Dame noire sur case noire d8 · Roi noir sur case blanche e8 · Fou noir sur case noire f8 · Tour noire sur case noire h8 · Pion noir sur case noire a7 · Pion noir sur case blanche b7 · Pion noir sur case noire c7 · Pion noir sur case noire e7 · Pion noir sur case blanche f7 · Pion noir sur case noire g7 · Pion noir sur case blanche h7 · Pion noir sur case noire d6 · Cavalier noir sur case blanche d5 · Pion blanc sur case noire e5 · Fou blanc sur case blanche c4 · Pion blanc sur case noire d4 · Pion blanc sur case blanche a2 · Pion blanc sur case noire b2 · Pion blanc sur case blanche c2 · Pion blanc sur case noire f2 · Pion blanc sur case blanche g2 · Pion blanc sur case noire h2 · Tour blanche sur case noire a1 · Cavalier blanc sur case blanche b1 · Fou blanc sur case noire c1 · Dame blanche sur case blanche d1 · Roi blanc sur case noire e1 · Cavalier blanc sur case noire g1 · Tour blanche sur case blanche h1 | Tour noire sur case blanche a8 · Cavalier noir sur case noire b8 · Fou noir sur case blanche c8 · Dame noire sur case noire d8 · Roi noir sur case blanche e8 · Fou noir sur case noire f8 · Tour noire sur case noire h8 · Pion noir sur case noire a7 · Pion noir sur case blanche b7 · Pion noir sur case noire c7 · Pion noir sur case noire e7 · Pion noir sur case blanche f7 · Pion noir sur case noire g7 · Pion noir sur case blanche h7 · Pion noir sur case noire d6 · Cavalier noir sur case blanche d5 · Pion blanc sur case noire e5 · Fou blanc sur case blanche c4 · Pion blanc sur case noire d4 · Pion blanc sur case blanche a2 · Pion blanc sur case noire b2 · Pion blanc sur case blanche c2 · Pion blanc sur case noire f2 · Pion blanc sur case blanche g2 · Pion blanc sur case noire h2 · Tour blanche sur case noire a1 · Cavalier blanc sur case blanche b1 · Fou blanc sur case noire c1 · Dame blanche sur case blanche d1 · Roi blanc sur case noire e1 · Cavalier blanc sur case noire g1 · Tour blanche sur case blanche h1 | 8 |
| 7 | Tour noire sur case blanche a8 · Cavalier noir sur case noire b8 · Fou noir sur case blanche c8 · Dame noire sur case noire d8 · Roi noir sur case blanche e8 · Fou noir sur case noire f8 · Tour noire sur case noire h8 · Pion noir sur case noire a7 · Pion noir sur case blanche b7 · Pion noir sur case noire c7 · Pion noir sur case noire e7 · Pion noir sur case blanche f7 · Pion noir sur case noire g7 · Pion noir sur case blanche h7 · Pion noir sur case noire d6 · Cavalier noir sur case blanche d5 · Pion blanc sur case noire e5 · Fou blanc sur case blanche c4 · Pion blanc sur case noire d4 · Pion blanc sur case blanche a2 · Pion blanc sur case noire b2 · Pion blanc sur case blanche c2 · Pion blanc sur case noire f2 · Pion blanc sur case blanche g2 · Pion blanc sur case noire h2 · Tour blanche sur case noire a1 · Cavalier blanc sur case blanche b1 · Fou blanc sur case noire c1 · Dame blanche sur case blanche d1 · Roi blanc sur case noire e1 · Cavalier blanc sur case noire g1 · Tour blanche sur case blanche h1 | Tour noire sur case blanche a8 · Cavalier noir sur case noire b8 · Fou noir sur case blanche c8 · Dame noire sur case noire d8 · Roi noir sur case blanche e8 · Fou noir sur case noire f8 · Tour noire sur case noire h8 · Pion noir sur case noire a7 · Pion noir sur case blanche b7 · Pion noir sur case noire c7 · Pion noir sur case noire e7 · Pion noir sur case blanche f7 · Pion noir sur case noire g7 · Pion noir sur case blanche h7 · Pion noir sur case noire d6 · Cavalier noir sur case blanche d5 · Pion blanc sur case noire e5 · Fou blanc sur case blanche c4 · Pion blanc sur case noire d4 · Pion blanc sur case blanche a2 · Pion blanc sur case noire b2 · Pion blanc sur case blanche c2 · Pion blanc sur case noire f2 · Pion blanc sur case blanche g2 · Pion blanc sur case noire h2 · Tour blanche sur case noire a1 · Cavalier blanc sur case blanche b1 · Fou blanc sur case noire c1 · Dame blanche sur case blanche d1 · Roi blanc sur case noire e1 · Cavalier blanc sur case noire g1 · Tour blanche sur case blanche h1 | Tour noire sur case blanche a8 · Cavalier noir sur case noire b8 · Fou noir sur case blanche c8 · Dame noire sur case noire d8 · Roi noir sur case blanche e8 · Fou noir sur case noire f8 · Tour noire sur case noire h8 · Pion noir sur case noire a7 · Pion noir sur case blanche b7 · Pion noir sur case noire c7 · Pion noir sur case noire e7 · Pion noir sur case blanche f7 · Pion noir sur case noire g7 · Pion noir sur case blanche h7 · Pion noir sur case noire d6 · Cavalier noir sur case blanche d5 · Pion blanc sur case noire e5 · Fou blanc sur case blanche c4 · Pion blanc sur case noire d4 · Pion blanc sur case blanche a2 · Pion blanc sur case noire b2 · Pion blanc sur case blanche c2 · Pion blanc sur case noire f2 · Pion blanc sur case blanche g2 · Pion blanc sur case noire h2 · Tour blanche sur case noire a1 · Cavalier blanc sur case blanche b1 · Fou blanc sur case noire c1 · Dame blanche sur case blanche d1 · Roi blanc sur case noire e1 · Cavalier blanc sur case noire g1 · Tour blanche sur case blanche h1 | Tour noire sur case blanche a8 · Cavalier noir sur case noire b8 · Fou noir sur case blanche c8 · Dame noire sur case noire d8 · Roi noir sur case blanche e8 · Fou noir sur case noire f8 · Tour noire sur case noire h8 · Pion noir sur case noire a7 · Pion noir sur case blanche b7 · Pion noir sur case noire c7 · Pion noir sur case noire e7 · Pion noir sur case blanche f7 · Pion noir sur case noire g7 · Pion noir sur case blanche h7 · Pion noir sur case noire d6 · Cavalier noir sur case blanche d5 · Pion blanc sur case noire e5 · Fou blanc sur case blanche c4 · Pion blanc sur case noire d4 · Pion blanc sur case blanche a2 · Pion blanc sur case noire b2 · Pion blanc sur case blanche c2 · Pion blanc sur case noire f2 · Pion blanc sur case blanche g2 · Pion blanc sur case noire h2 · Tour blanche sur case noire a1 · Cavalier blanc sur case blanche b1 · Fou blanc sur case noire c1 · Dame blanche sur case blanche d1 · Roi blanc sur case noire e1 · Cavalier blanc sur case noire g1 · Tour blanche sur case blanche h1 | Tour noire sur case blanche a8 · Cavalier noir sur case noire b8 · Fou noir sur case blanche c8 · Dame noire sur case noire d8 · Roi noir sur case blanche e8 · Fou noir sur case noire f8 · Tour noire sur case noire h8 · Pion noir sur case noire a7 · Pion noir sur case blanche b7 · Pion noir sur case noire c7 · Pion noir sur case noire e7 · Pion noir sur case blanche f7 · Pion noir sur case noire g7 · Pion noir sur case blanche h7 · Pion noir sur case noire d6 · Cavalier noir sur case blanche d5 · Pion blanc sur case noire e5 · Fou blanc sur case blanche c4 · Pion blanc sur case noire d4 · Pion blanc sur case blanche a2 · Pion blanc sur case noire b2 · Pion blanc sur case blanche c2 · Pion blanc sur case noire f2 · Pion blanc sur case blanche g2 · Pion blanc sur case noire h2 · Tour blanche sur case noire a1 · Cavalier blanc sur case blanche b1 · Fou blanc sur case noire c1 · Dame blanche sur case blanche d1 · Roi blanc sur case noire e1 · Cavalier blanc sur case noire g1 · Tour blanche sur case blanche h1 | Tour noire sur case blanche a8 · Cavalier noir sur case noire b8 · Fou noir sur case blanche c8 · Dame noire sur case noire d8 · Roi noir sur case blanche e8 · Fou noir sur case noire f8 · Tour noire sur case noire h8 · Pion noir sur case noire a7 · Pion noir sur case blanche b7 · Pion noir sur case noire c7 · Pion noir sur case noire e7 · Pion noir sur case blanche f7 · Pion noir sur case noire g7 · Pion noir sur case blanche h7 · Pion noir sur case noire d6 · Cavalier noir sur case blanche d5 · Pion blanc sur case noire e5 · Fou blanc sur case blanche c4 · Pion blanc sur case noire d4 · Pion blanc sur case blanche a2 · Pion blanc sur case noire b2 · Pion blanc sur case blanche c2 · Pion blanc sur case noire f2 · Pion blanc sur case blanche g2 · Pion blanc sur case noire h2 · Tour blanche sur case noire a1 · Cavalier blanc sur case blanche b1 · Fou blanc sur case noire c1 · Dame blanche sur case blanche d1 · Roi blanc sur case noire e1 · Cavalier blanc sur case noire g1 · Tour blanche sur case blanche h1 | Tour noire sur case blanche a8 · Cavalier noir sur case noire b8 · Fou noir sur case blanche c8 · Dame noire sur case noire d8 · Roi noir sur case blanche e8 · Fou noir sur case noire f8 · Tour noire sur case noire h8 · Pion noir sur case noire a7 · Pion noir sur case blanche b7 · Pion noir sur case noire c7 · Pion noir sur case noire e7 · Pion noir sur case blanche f7 · Pion noir sur case noire g7 · Pion noir sur case blanche h7 · Pion noir sur case noire d6 · Cavalier noir sur case blanche d5 · Pion blanc sur case noire e5 · Fou blanc sur case blanche c4 · Pion blanc sur case noire d4 · Pion blanc sur case blanche a2 · Pion blanc sur case noire b2 · Pion blanc sur case blanche c2 · Pion blanc sur case noire f2 · Pion blanc sur case blanche g2 · Pion blanc sur case noire h2 · Tour blanche sur case noire a1 · Cavalier blanc sur case blanche b1 · Fou blanc sur case noire c1 · Dame blanche sur case blanche d1 · Roi blanc sur case noire e1 · Cavalier blanc sur case noire g1 · Tour blanche sur case blanche h1 | Tour noire sur case blanche a8 · Cavalier noir sur case noire b8 · Fou noir sur case blanche c8 · Dame noire sur case noire d8 · Roi noir sur case blanche e8 · Fou noir sur case noire f8 · Tour noire sur case noire h8 · Pion noir sur case noire a7 · Pion noir sur case blanche b7 · Pion noir sur case noire c7 · Pion noir sur case noire e7 · Pion noir sur case blanche f7 · Pion noir sur case noire g7 · Pion noir sur case blanche h7 · Pion noir sur case noire d6 · Cavalier noir sur case blanche d5 · Pion blanc sur case noire e5 · Fou blanc sur case blanche c4 · Pion blanc sur case noire d4 · Pion blanc sur case blanche a2 · Pion blanc sur case noire b2 · Pion blanc sur case blanche c2 · Pion blanc sur case noire f2 · Pion blanc sur case blanche g2 · Pion blanc sur case noire h2 · Tour blanche sur case noire a1 · Cavalier blanc sur case blanche b1 · Fou blanc sur case noire c1 · Dame blanche sur case blanche d1 · Roi blanc sur case noire e1 · Cavalier blanc sur case noire g1 · Tour blanche sur case blanche h1 | 7 |
| 6 | Tour noire sur case blanche a8 · Cavalier noir sur case noire b8 · Fou noir sur case blanche c8 · Dame noire sur case noire d8 · Roi noir sur case blanche e8 · Fou noir sur case noire f8 · Tour noire sur case noire h8 · Pion noir sur case noire a7 · Pion noir sur case blanche b7 · Pion noir sur case noire c7 · Pion noir sur case noire e7 · Pion noir sur case blanche f7 · Pion noir sur case noire g7 · Pion noir sur case blanche h7 · Pion noir sur case noire d6 · Cavalier noir sur case blanche d5 · Pion blanc sur case noire e5 · Fou blanc sur case blanche c4 · Pion blanc sur case noire d4 · Pion blanc sur case blanche a2 · Pion blanc sur case noire b2 · Pion blanc sur case blanche c2 · Pion blanc sur case noire f2 · Pion blanc sur case blanche g2 · Pion blanc sur case noire h2 · Tour blanche sur case noire a1 · Cavalier blanc sur case blanche b1 · Fou blanc sur case noire c1 · Dame blanche sur case blanche d1 · Roi blanc sur case noire e1 · Cavalier blanc sur case noire g1 · Tour blanche sur case blanche h1 | Tour noire sur case blanche a8 · Cavalier noir sur case noire b8 · Fou noir sur case blanche c8 · Dame noire sur case noire d8 · Roi noir sur case blanche e8 · Fou noir sur case noire f8 · Tour noire sur case noire h8 · Pion noir sur case noire a7 · Pion noir sur case blanche b7 · Pion noir sur case noire c7 · Pion noir sur case noire e7 · Pion noir sur case blanche f7 · Pion noir sur case noire g7 · Pion noir sur case blanche h7 · Pion noir sur case noire d6 · Cavalier noir sur case blanche d5 · Pion blanc sur case noire e5 · Fou blanc sur case blanche c4 · Pion blanc sur case noire d4 · Pion blanc sur case blanche a2 · Pion blanc sur case noire b2 · Pion blanc sur case blanche c2 · Pion blanc sur case noire f2 · Pion blanc sur case blanche g2 · Pion blanc sur case noire h2 · Tour blanche sur case noire a1 · Cavalier blanc sur case blanche b1 · Fou blanc sur case noire c1 · Dame blanche sur case blanche d1 · Roi blanc sur case noire e1 · Cavalier blanc sur case noire g1 · Tour blanche sur case blanche h1 | Tour noire sur case blanche a8 · Cavalier noir sur case noire b8 · Fou noir sur case blanche c8 · Dame noire sur case noire d8 · Roi noir sur case blanche e8 · Fou noir sur case noire f8 · Tour noire sur case noire h8 · Pion noir sur case noire a7 · Pion noir sur case blanche b7 · Pion noir sur case noire c7 · Pion noir sur case noire e7 · Pion noir sur case blanche f7 · Pion noir sur case noire g7 · Pion noir sur case blanche h7 · Pion noir sur case noire d6 · Cavalier noir sur case blanche d5 · Pion blanc sur case noire e5 · Fou blanc sur case blanche c4 · Pion blanc sur case noire d4 · Pion blanc sur case blanche a2 · Pion blanc sur case noire b2 · Pion blanc sur case blanche c2 · Pion blanc sur case noire f2 · Pion blanc sur case blanche g2 · Pion blanc sur case noire h2 · Tour blanche sur case noire a1 · Cavalier blanc sur case blanche b1 · Fou blanc sur case noire c1 · Dame blanche sur case blanche d1 · Roi blanc sur case noire e1 · Cavalier blanc sur case noire g1 · Tour blanche sur case blanche h1 | Tour noire sur case blanche a8 · Cavalier noir sur case noire b8 · Fou noir sur case blanche c8 · Dame noire sur case noire d8 · Roi noir sur case blanche e8 · Fou noir sur case noire f8 · Tour noire sur case noire h8 · Pion noir sur case noire a7 · Pion noir sur case blanche b7 · Pion noir sur case noire c7 · Pion noir sur case noire e7 · Pion noir sur case blanche f7 · Pion noir sur case noire g7 · Pion noir sur case blanche h7 · Pion noir sur case noire d6 · Cavalier noir sur case blanche d5 · Pion blanc sur case noire e5 · Fou blanc sur case blanche c4 · Pion blanc sur case noire d4 · Pion blanc sur case blanche a2 · Pion blanc sur case noire b2 · Pion blanc sur case blanche c2 · Pion blanc sur case noire f2 · Pion blanc sur case blanche g2 · Pion blanc sur case noire h2 · Tour blanche sur case noire a1 · Cavalier blanc sur case blanche b1 · Fou blanc sur case noire c1 · Dame blanche sur case blanche d1 · Roi blanc sur case noire e1 · Cavalier blanc sur case noire g1 · Tour blanche sur case blanche h1 | Tour noire sur case blanche a8 · Cavalier noir sur case noire b8 · Fou noir sur case blanche c8 · Dame noire sur case noire d8 · Roi noir sur case blanche e8 · Fou noir sur case noire f8 · Tour noire sur case noire h8 · Pion noir sur case noire a7 · Pion noir sur case blanche b7 · Pion noir sur case noire c7 · Pion noir sur case noire e7 · Pion noir sur case blanche f7 · Pion noir sur case noire g7 · Pion noir sur case blanche h7 · Pion noir sur case noire d6 · Cavalier noir sur case blanche d5 · Pion blanc sur case noire e5 · Fou blanc sur case blanche c4 · Pion blanc sur case noire d4 · Pion blanc sur case blanche a2 · Pion blanc sur case noire b2 · Pion blanc sur case blanche c2 · Pion blanc sur case noire f2 · Pion blanc sur case blanche g2 · Pion blanc sur case noire h2 · Tour blanche sur case noire a1 · Cavalier blanc sur case blanche b1 · Fou blanc sur case noire c1 · Dame blanche sur case blanche d1 · Roi blanc sur case noire e1 · Cavalier blanc sur case noire g1 · Tour blanche sur case blanche h1 | Tour noire sur case blanche a8 · Cavalier noir sur case noire b8 · Fou noir sur case blanche c8 · Dame noire sur case noire d8 · Roi noir sur case blanche e8 · Fou noir sur case noire f8 · Tour noire sur case noire h8 · Pion noir sur case noire a7 · Pion noir sur case blanche b7 · Pion noir sur case noire c7 · Pion noir sur case noire e7 · Pion noir sur case blanche f7 · Pion noir sur case noire g7 · Pion noir sur case blanche h7 · Pion noir sur case noire d6 · Cavalier noir sur case blanche d5 · Pion blanc sur case noire e5 · Fou blanc sur case blanche c4 · Pion blanc sur case noire d4 · Pion blanc sur case blanche a2 · Pion blanc sur case noire b2 · Pion blanc sur case blanche c2 · Pion blanc sur case noire f2 · Pion blanc sur case blanche g2 · Pion blanc sur case noire h2 · Tour blanche sur case noire a1 · Cavalier blanc sur case blanche b1 · Fou blanc sur case noire c1 · Dame blanche sur case blanche d1 · Roi blanc sur case noire e1 · Cavalier blanc sur case noire g1 · Tour blanche sur case blanche h1 | Tour noire sur case blanche a8 · Cavalier noir sur case noire b8 · Fou noir sur case blanche c8 · Dame noire sur case noire d8 · Roi noir sur case blanche e8 · Fou noir sur case noire f8 · Tour noire sur case noire h8 · Pion noir sur case noire a7 · Pion noir sur case blanche b7 · Pion noir sur case noire c7 · Pion noir sur case noire e7 · Pion noir sur case blanche f7 · Pion noir sur case noire g7 · Pion noir sur case blanche h7 · Pion noir sur case noire d6 · Cavalier noir sur case blanche d5 · Pion blanc sur case noire e5 · Fou blanc sur case blanche c4 · Pion blanc sur case noire d4 · Pion blanc sur case blanche a2 · Pion blanc sur case noire b2 · Pion blanc sur case blanche c2 · Pion blanc sur case noire f2 · Pion blanc sur case blanche g2 · Pion blanc sur case noire h2 · Tour blanche sur case noire a1 · Cavalier blanc sur case blanche b1 · Fou blanc sur case noire c1 · Dame blanche sur case blanche d1 · Roi blanc sur case noire e1 · Cavalier blanc sur case noire g1 · Tour blanche sur case blanche h1 | Tour noire sur case blanche a8 · Cavalier noir sur case noire b8 · Fou noir sur case blanche c8 · Dame noire sur case noire d8 · Roi noir sur case blanche e8 · Fou noir sur case noire f8 · Tour noire sur case noire h8 · Pion noir sur case noire a7 · Pion noir sur case blanche b7 · Pion noir sur case noire c7 · Pion noir sur case noire e7 · Pion noir sur case blanche f7 · Pion noir sur case noire g7 · Pion noir sur case blanche h7 · Pion noir sur case noire d6 · Cavalier noir sur case blanche d5 · Pion blanc sur case noire e5 · Fou blanc sur case blanche c4 · Pion blanc sur case noire d4 · Pion blanc sur case blanche a2 · Pion blanc sur case noire b2 · Pion blanc sur case blanche c2 · Pion blanc sur case noire f2 · Pion blanc sur case blanche g2 · Pion blanc sur case noire h2 · Tour blanche sur case noire a1 · Cavalier blanc sur case blanche b1 · Fou blanc sur case noire c1 · Dame blanche sur case blanche d1 · Roi blanc sur case noire e1 · Cavalier blanc sur case noire g1 · Tour blanche sur case blanche h1 | 6 |
| 5 | Tour noire sur case blanche a8 · Cavalier noir sur case noire b8 · Fou noir sur case blanche c8 · Dame noire sur case noire d8 · Roi noir sur case blanche e8 · Fou noir sur case noire f8 · Tour noire sur case noire h8 · Pion noir sur case noire a7 · Pion noir sur case blanche b7 · Pion noir sur case noire c7 · Pion noir sur case noire e7 · Pion noir sur case blanche f7 · Pion noir sur case noire g7 · Pion noir sur case blanche h7 · Pion noir sur case noire d6 · Cavalier noir sur case blanche d5 · Pion blanc sur case noire e5 · Fou blanc sur case blanche c4 · Pion blanc sur case noire d4 · Pion blanc sur case blanche a2 · Pion blanc sur case noire b2 · Pion blanc sur case blanche c2 · Pion blanc sur case noire f2 · Pion blanc sur case blanche g2 · Pion blanc sur case noire h2 · Tour blanche sur case noire a1 · Cavalier blanc sur case blanche b1 · Fou blanc sur case noire c1 · Dame blanche sur case blanche d1 · Roi blanc sur case noire e1 · Cavalier blanc sur case noire g1 · Tour blanche sur case blanche h1 | Tour noire sur case blanche a8 · Cavalier noir sur case noire b8 · Fou noir sur case blanche c8 · Dame noire sur case noire d8 · Roi noir sur case blanche e8 · Fou noir sur case noire f8 · Tour noire sur case noire h8 · Pion noir sur case noire a7 · Pion noir sur case blanche b7 · Pion noir sur case noire c7 · Pion noir sur case noire e7 · Pion noir sur case blanche f7 · Pion noir sur case noire g7 · Pion noir sur case blanche h7 · Pion noir sur case noire d6 · Cavalier noir sur case blanche d5 · Pion blanc sur case noire e5 · Fou blanc sur case blanche c4 · Pion blanc sur case noire d4 · Pion blanc sur case blanche a2 · Pion blanc sur case noire b2 · Pion blanc sur case blanche c2 · Pion blanc sur case noire f2 · Pion blanc sur case blanche g2 · Pion blanc sur case noire h2 · Tour blanche sur case noire a1 · Cavalier blanc sur case blanche b1 · Fou blanc sur case noire c1 · Dame blanche sur case blanche d1 · Roi blanc sur case noire e1 · Cavalier blanc sur case noire g1 · Tour blanche sur case blanche h1 | Tour noire sur case blanche a8 · Cavalier noir sur case noire b8 · Fou noir sur case blanche c8 · Dame noire sur case noire d8 · Roi noir sur case blanche e8 · Fou noir sur case noire f8 · Tour noire sur case noire h8 · Pion noir sur case noire a7 · Pion noir sur case blanche b7 · Pion noir sur case noire c7 · Pion noir sur case noire e7 · Pion noir sur case blanche f7 · Pion noir sur case noire g7 · Pion noir sur case blanche h7 · Pion noir sur case noire d6 · Cavalier noir sur case blanche d5 · Pion blanc sur case noire e5 · Fou blanc sur case blanche c4 · Pion blanc sur case noire d4 · Pion blanc sur case blanche a2 · Pion blanc sur case noire b2 · Pion blanc sur case blanche c2 · Pion blanc sur case noire f2 · Pion blanc sur case blanche g2 · Pion blanc sur case noire h2 · Tour blanche sur case noire a1 · Cavalier blanc sur case blanche b1 · Fou blanc sur case noire c1 · Dame blanche sur case blanche d1 · Roi blanc sur case noire e1 · Cavalier blanc sur case noire g1 · Tour blanche sur case blanche h1 | Tour noire sur case blanche a8 · Cavalier noir sur case noire b8 · Fou noir sur case blanche c8 · Dame noire sur case noire d8 · Roi noir sur case blanche e8 · Fou noir sur case noire f8 · Tour noire sur case noire h8 · Pion noir sur case noire a7 · Pion noir sur case blanche b7 · Pion noir sur case noire c7 · Pion noir sur case noire e7 · Pion noir sur case blanche f7 · Pion noir sur case noire g7 · Pion noir sur case blanche h7 · Pion noir sur case noire d6 · Cavalier noir sur case blanche d5 · Pion blanc sur case noire e5 · Fou blanc sur case blanche c4 · Pion blanc sur case noire d4 · Pion blanc sur case blanche a2 · Pion blanc sur case noire b2 · Pion blanc sur case blanche c2 · Pion blanc sur case noire f2 · Pion blanc sur case blanche g2 · Pion blanc sur case noire h2 · Tour blanche sur case noire a1 · Cavalier blanc sur case blanche b1 · Fou blanc sur case noire c1 · Dame blanche sur case blanche d1 · Roi blanc sur case noire e1 · Cavalier blanc sur case noire g1 · Tour blanche sur case blanche h1 | Tour noire sur case blanche a8 · Cavalier noir sur case noire b8 · Fou noir sur case blanche c8 · Dame noire sur case noire d8 · Roi noir sur case blanche e8 · Fou noir sur case noire f8 · Tour noire sur case noire h8 · Pion noir sur case noire a7 · Pion noir sur case blanche b7 · Pion noir sur case noire c7 · Pion noir sur case noire e7 · Pion noir sur case blanche f7 · Pion noir sur case noire g7 · Pion noir sur case blanche h7 · Pion noir sur case noire d6 · Cavalier noir sur case blanche d5 · Pion blanc sur case noire e5 · Fou blanc sur case blanche c4 · Pion blanc sur case noire d4 · Pion blanc sur case blanche a2 · Pion blanc sur case noire b2 · Pion blanc sur case blanche c2 · Pion blanc sur case noire f2 · Pion blanc sur case blanche g2 · Pion blanc sur case noire h2 · Tour blanche sur case noire a1 · Cavalier blanc sur case blanche b1 · Fou blanc sur case noire c1 · Dame blanche sur case blanche d1 · Roi blanc sur case noire e1 · Cavalier blanc sur case noire g1 · Tour blanche sur case blanche h1 | Tour noire sur case blanche a8 · Cavalier noir sur case noire b8 · Fou noir sur case blanche c8 · Dame noire sur case noire d8 · Roi noir sur case blanche e8 · Fou noir sur case noire f8 · Tour noire sur case noire h8 · Pion noir sur case noire a7 · Pion noir sur case blanche b7 · Pion noir sur case noire c7 · Pion noir sur case noire e7 · Pion noir sur case blanche f7 · Pion noir sur case noire g7 · Pion noir sur case blanche h7 · Pion noir sur case noire d6 · Cavalier noir sur case blanche d5 · Pion blanc sur case noire e5 · Fou blanc sur case blanche c4 · Pion blanc sur case noire d4 · Pion blanc sur case blanche a2 · Pion blanc sur case noire b2 · Pion blanc sur case blanche c2 · Pion blanc sur case noire f2 · Pion blanc sur case blanche g2 · Pion blanc sur case noire h2 · Tour blanche sur case noire a1 · Cavalier blanc sur case blanche b1 · Fou blanc sur case noire c1 · Dame blanche sur case blanche d1 · Roi blanc sur case noire e1 · Cavalier blanc sur case noire g1 · Tour blanche sur case blanche h1 | Tour noire sur case blanche a8 · Cavalier noir sur case noire b8 · Fou noir sur case blanche c8 · Dame noire sur case noire d8 · Roi noir sur case blanche e8 · Fou noir sur case noire f8 · Tour noire sur case noire h8 · Pion noir sur case noire a7 · Pion noir sur case blanche b7 · Pion noir sur case noire c7 · Pion noir sur case noire e7 · Pion noir sur case blanche f7 · Pion noir sur case noire g7 · Pion noir sur case blanche h7 · Pion noir sur case noire d6 · Cavalier noir sur case blanche d5 · Pion blanc sur case noire e5 · Fou blanc sur case blanche c4 · Pion blanc sur case noire d4 · Pion blanc sur case blanche a2 · Pion blanc sur case noire b2 · Pion blanc sur case blanche c2 · Pion blanc sur case noire f2 · Pion blanc sur case blanche g2 · Pion blanc sur case noire h2 · Tour blanche sur case noire a1 · Cavalier blanc sur case blanche b1 · Fou blanc sur case noire c1 · Dame blanche sur case blanche d1 · Roi blanc sur case noire e1 · Cavalier blanc sur case noire g1 · Tour blanche sur case blanche h1 | Tour noire sur case blanche a8 · Cavalier noir sur case noire b8 · Fou noir sur case blanche c8 · Dame noire sur case noire d8 · Roi noir sur case blanche e8 · Fou noir sur case noire f8 · Tour noire sur case noire h8 · Pion noir sur case noire a7 · Pion noir sur case blanche b7 · Pion noir sur case noire c7 · Pion noir sur case noire e7 · Pion noir sur case blanche f7 · Pion noir sur case noire g7 · Pion noir sur case blanche h7 · Pion noir sur case noire d6 · Cavalier noir sur case blanche d5 · Pion blanc sur case noire e5 · Fou blanc sur case blanche c4 · Pion blanc sur case noire d4 · Pion blanc sur case blanche a2 · Pion blanc sur case noire b2 · Pion blanc sur case blanche c2 · Pion blanc sur case noire f2 · Pion blanc sur case blanche g2 · Pion blanc sur case noire h2 · Tour blanche sur case noire a1 · Cavalier blanc sur case blanche b1 · Fou blanc sur case noire c1 · Dame blanche sur case blanche d1 · Roi blanc sur case noire e1 · Cavalier blanc sur case noire g1 · Tour blanche sur case blanche h1 | 5 |
| 4 | Tour noire sur case blanche a8 · Cavalier noir sur case noire b8 · Fou noir sur case blanche c8 · Dame noire sur case noire d8 · Roi noir sur case blanche e8 · Fou noir sur case noire f8 · Tour noire sur case noire h8 · Pion noir sur case noire a7 · Pion noir sur case blanche b7 · Pion noir sur case noire c7 · Pion noir sur case noire e7 · Pion noir sur case blanche f7 · Pion noir sur case noire g7 · Pion noir sur case blanche h7 · Pion noir sur case noire d6 · Cavalier noir sur case blanche d5 · Pion blanc sur case noire e5 · Fou blanc sur case blanche c4 · Pion blanc sur case noire d4 · Pion blanc sur case blanche a2 · Pion blanc sur case noire b2 · Pion blanc sur case blanche c2 · Pion blanc sur case noire f2 · Pion blanc sur case blanche g2 · Pion blanc sur case noire h2 · Tour blanche sur case noire a1 · Cavalier blanc sur case blanche b1 · Fou blanc sur case noire c1 · Dame blanche sur case blanche d1 · Roi blanc sur case noire e1 · Cavalier blanc sur case noire g1 · Tour blanche sur case blanche h1 | Tour noire sur case blanche a8 · Cavalier noir sur case noire b8 · Fou noir sur case blanche c8 · Dame noire sur case noire d8 · Roi noir sur case blanche e8 · Fou noir sur case noire f8 · Tour noire sur case noire h8 · Pion noir sur case noire a7 · Pion noir sur case blanche b7 · Pion noir sur case noire c7 · Pion noir sur case noire e7 · Pion noir sur case blanche f7 · Pion noir sur case noire g7 · Pion noir sur case blanche h7 · Pion noir sur case noire d6 · Cavalier noir sur case blanche d5 · Pion blanc sur case noire e5 · Fou blanc sur case blanche c4 · Pion blanc sur case noire d4 · Pion blanc sur case blanche a2 · Pion blanc sur case noire b2 · Pion blanc sur case blanche c2 · Pion blanc sur case noire f2 · Pion blanc sur case blanche g2 · Pion blanc sur case noire h2 · Tour blanche sur case noire a1 · Cavalier blanc sur case blanche b1 · Fou blanc sur case noire c1 · Dame blanche sur case blanche d1 · Roi blanc sur case noire e1 · Cavalier blanc sur case noire g1 · Tour blanche sur case blanche h1 | Tour noire sur case blanche a8 · Cavalier noir sur case noire b8 · Fou noir sur case blanche c8 · Dame noire sur case noire d8 · Roi noir sur case blanche e8 · Fou noir sur case noire f8 · Tour noire sur case noire h8 · Pion noir sur case noire a7 · Pion noir sur case blanche b7 · Pion noir sur case noire c7 · Pion noir sur case noire e7 · Pion noir sur case blanche f7 · Pion noir sur case noire g7 · Pion noir sur case blanche h7 · Pion noir sur case noire d6 · Cavalier noir sur case blanche d5 · Pion blanc sur case noire e5 · Fou blanc sur case blanche c4 · Pion blanc sur case noire d4 · Pion blanc sur case blanche a2 · Pion blanc sur case noire b2 · Pion blanc sur case blanche c2 · Pion blanc sur case noire f2 · Pion blanc sur case blanche g2 · Pion blanc sur case noire h2 · Tour blanche sur case noire a1 · Cavalier blanc sur case blanche b1 · Fou blanc sur case noire c1 · Dame blanche sur case blanche d1 · Roi blanc sur case noire e1 · Cavalier blanc sur case noire g1 · Tour blanche sur case blanche h1 | Tour noire sur case blanche a8 · Cavalier noir sur case noire b8 · Fou noir sur case blanche c8 · Dame noire sur case noire d8 · Roi noir sur case blanche e8 · Fou noir sur case noire f8 · Tour noire sur case noire h8 · Pion noir sur case noire a7 · Pion noir sur case blanche b7 · Pion noir sur case noire c7 · Pion noir sur case noire e7 · Pion noir sur case blanche f7 · Pion noir sur case noire g7 · Pion noir sur case blanche h7 · Pion noir sur case noire d6 · Cavalier noir sur case blanche d5 · Pion blanc sur case noire e5 · Fou blanc sur case blanche c4 · Pion blanc sur case noire d4 · Pion blanc sur case blanche a2 · Pion blanc sur case noire b2 · Pion blanc sur case blanche c2 · Pion blanc sur case noire f2 · Pion blanc sur case blanche g2 · Pion blanc sur case noire h2 · Tour blanche sur case noire a1 · Cavalier blanc sur case blanche b1 · Fou blanc sur case noire c1 · Dame blanche sur case blanche d1 · Roi blanc sur case noire e1 · Cavalier blanc sur case noire g1 · Tour blanche sur case blanche h1 | Tour noire sur case blanche a8 · Cavalier noir sur case noire b8 · Fou noir sur case blanche c8 · Dame noire sur case noire d8 · Roi noir sur case blanche e8 · Fou noir sur case noire f8 · Tour noire sur case noire h8 · Pion noir sur case noire a7 · Pion noir sur case blanche b7 · Pion noir sur case noire c7 · Pion noir sur case noire e7 · Pion noir sur case blanche f7 · Pion noir sur case noire g7 · Pion noir sur case blanche h7 · Pion noir sur case noire d6 · Cavalier noir sur case blanche d5 · Pion blanc sur case noire e5 · Fou blanc sur case blanche c4 · Pion blanc sur case noire d4 · Pion blanc sur case blanche a2 · Pion blanc sur case noire b2 · Pion blanc sur case blanche c2 · Pion blanc sur case noire f2 · Pion blanc sur case blanche g2 · Pion blanc sur case noire h2 · Tour blanche sur case noire a1 · Cavalier blanc sur case blanche b1 · Fou blanc sur case noire c1 · Dame blanche sur case blanche d1 · Roi blanc sur case noire e1 · Cavalier blanc sur case noire g1 · Tour blanche sur case blanche h1 | Tour noire sur case blanche a8 · Cavalier noir sur case noire b8 · Fou noir sur case blanche c8 · Dame noire sur case noire d8 · Roi noir sur case blanche e8 · Fou noir sur case noire f8 · Tour noire sur case noire h8 · Pion noir sur case noire a7 · Pion noir sur case blanche b7 · Pion noir sur case noire c7 · Pion noir sur case noire e7 · Pion noir sur case blanche f7 · Pion noir sur case noire g7 · Pion noir sur case blanche h7 · Pion noir sur case noire d6 · Cavalier noir sur case blanche d5 · Pion blanc sur case noire e5 · Fou blanc sur case blanche c4 · Pion blanc sur case noire d4 · Pion blanc sur case blanche a2 · Pion blanc sur case noire b2 · Pion blanc sur case blanche c2 · Pion blanc sur case noire f2 · Pion blanc sur case blanche g2 · Pion blanc sur case noire h2 · Tour blanche sur case noire a1 · Cavalier blanc sur case blanche b1 · Fou blanc sur case noire c1 · Dame blanche sur case blanche d1 · Roi blanc sur case noire e1 · Cavalier blanc sur case noire g1 · Tour blanche sur case blanche h1 | Tour noire sur case blanche a8 · Cavalier noir sur case noire b8 · Fou noir sur case blanche c8 · Dame noire sur case noire d8 · Roi noir sur case blanche e8 · Fou noir sur case noire f8 · Tour noire sur case noire h8 · Pion noir sur case noire a7 · Pion noir sur case blanche b7 · Pion noir sur case noire c7 · Pion noir sur case noire e7 · Pion noir sur case blanche f7 · Pion noir sur case noire g7 · Pion noir sur case blanche h7 · Pion noir sur case noire d6 · Cavalier noir sur case blanche d5 · Pion blanc sur case noire e5 · Fou blanc sur case blanche c4 · Pion blanc sur case noire d4 · Pion blanc sur case blanche a2 · Pion blanc sur case noire b2 · Pion blanc sur case blanche c2 · Pion blanc sur case noire f2 · Pion blanc sur case blanche g2 · Pion blanc sur case noire h2 · Tour blanche sur case noire a1 · Cavalier blanc sur case blanche b1 · Fou blanc sur case noire c1 · Dame blanche sur case blanche d1 · Roi blanc sur case noire e1 · Cavalier blanc sur case noire g1 · Tour blanche sur case blanche h1 | Tour noire sur case blanche a8 · Cavalier noir sur case noire b8 · Fou noir sur case blanche c8 · Dame noire sur case noire d8 · Roi noir sur case blanche e8 · Fou noir sur case noire f8 · Tour noire sur case noire h8 · Pion noir sur case noire a7 · Pion noir sur case blanche b7 · Pion noir sur case noire c7 · Pion noir sur case noire e7 · Pion noir sur case blanche f7 · Pion noir sur case noire g7 · Pion noir sur case blanche h7 · Pion noir sur case noire d6 · Cavalier noir sur case blanche d5 · Pion blanc sur case noire e5 · Fou blanc sur case blanche c4 · Pion blanc sur case noire d4 · Pion blanc sur case blanche a2 · Pion blanc sur case noire b2 · Pion blanc sur case blanche c2 · Pion blanc sur case noire f2 · Pion blanc sur case blanche g2 · Pion blanc sur case noire h2 · Tour blanche sur case noire a1 · Cavalier blanc sur case blanche b1 · Fou blanc sur case noire c1 · Dame blanche sur case blanche d1 · Roi blanc sur case noire e1 · Cavalier blanc sur case noire g1 · Tour blanche sur case blanche h1 | 4 |
| 3 | Tour noire sur case blanche a8 · Cavalier noir sur case noire b8 · Fou noir sur case blanche c8 · Dame noire sur case noire d8 · Roi noir sur case blanche e8 · Fou noir sur case noire f8 · Tour noire sur case noire h8 · Pion noir sur case noire a7 · Pion noir sur case blanche b7 · Pion noir sur case noire c7 · Pion noir sur case noire e7 · Pion noir sur case blanche f7 · Pion noir sur case noire g7 · Pion noir sur case blanche h7 · Pion noir sur case noire d6 · Cavalier noir sur case blanche d5 · Pion blanc sur case noire e5 · Fou blanc sur case blanche c4 · Pion blanc sur case noire d4 · Pion blanc sur case blanche a2 · Pion blanc sur case noire b2 · Pion blanc sur case blanche c2 · Pion blanc sur case noire f2 · Pion blanc sur case blanche g2 · Pion blanc sur case noire h2 · Tour blanche sur case noire a1 · Cavalier blanc sur case blanche b1 · Fou blanc sur case noire c1 · Dame blanche sur case blanche d1 · Roi blanc sur case noire e1 · Cavalier blanc sur case noire g1 · Tour blanche sur case blanche h1 | Tour noire sur case blanche a8 · Cavalier noir sur case noire b8 · Fou noir sur case blanche c8 · Dame noire sur case noire d8 · Roi noir sur case blanche e8 · Fou noir sur case noire f8 · Tour noire sur case noire h8 · Pion noir sur case noire a7 · Pion noir sur case blanche b7 · Pion noir sur case noire c7 · Pion noir sur case noire e7 · Pion noir sur case blanche f7 · Pion noir sur case noire g7 · Pion noir sur case blanche h7 · Pion noir sur case noire d6 · Cavalier noir sur case blanche d5 · Pion blanc sur case noire e5 · Fou blanc sur case blanche c4 · Pion blanc sur case noire d4 · Pion blanc sur case blanche a2 · Pion blanc sur case noire b2 · Pion blanc sur case blanche c2 · Pion blanc sur case noire f2 · Pion blanc sur case blanche g2 · Pion blanc sur case noire h2 · Tour blanche sur case noire a1 · Cavalier blanc sur case blanche b1 · Fou blanc sur case noire c1 · Dame blanche sur case blanche d1 · Roi blanc sur case noire e1 · Cavalier blanc sur case noire g1 · Tour blanche sur case blanche h1 | Tour noire sur case blanche a8 · Cavalier noir sur case noire b8 · Fou noir sur case blanche c8 · Dame noire sur case noire d8 · Roi noir sur case blanche e8 · Fou noir sur case noire f8 · Tour noire sur case noire h8 · Pion noir sur case noire a7 · Pion noir sur case blanche b7 · Pion noir sur case noire c7 · Pion noir sur case noire e7 · Pion noir sur case blanche f7 · Pion noir sur case noire g7 · Pion noir sur case blanche h7 · Pion noir sur case noire d6 · Cavalier noir sur case blanche d5 · Pion blanc sur case noire e5 · Fou blanc sur case blanche c4 · Pion blanc sur case noire d4 · Pion blanc sur case blanche a2 · Pion blanc sur case noire b2 · Pion blanc sur case blanche c2 · Pion blanc sur case noire f2 · Pion blanc sur case blanche g2 · Pion blanc sur case noire h2 · Tour blanche sur case noire a1 · Cavalier blanc sur case blanche b1 · Fou blanc sur case noire c1 · Dame blanche sur case blanche d1 · Roi blanc sur case noire e1 · Cavalier blanc sur case noire g1 · Tour blanche sur case blanche h1 | Tour noire sur case blanche a8 · Cavalier noir sur case noire b8 · Fou noir sur case blanche c8 · Dame noire sur case noire d8 · Roi noir sur case blanche e8 · Fou noir sur case noire f8 · Tour noire sur case noire h8 · Pion noir sur case noire a7 · Pion noir sur case blanche b7 · Pion noir sur case noire c7 · Pion noir sur case noire e7 · Pion noir sur case blanche f7 · Pion noir sur case noire g7 · Pion noir sur case blanche h7 · Pion noir sur case noire d6 · Cavalier noir sur case blanche d5 · Pion blanc sur case noire e5 · Fou blanc sur case blanche c4 · Pion blanc sur case noire d4 · Pion blanc sur case blanche a2 · Pion blanc sur case noire b2 · Pion blanc sur case blanche c2 · Pion blanc sur case noire f2 · Pion blanc sur case blanche g2 · Pion blanc sur case noire h2 · Tour blanche sur case noire a1 · Cavalier blanc sur case blanche b1 · Fou blanc sur case noire c1 · Dame blanche sur case blanche d1 · Roi blanc sur case noire e1 · Cavalier blanc sur case noire g1 · Tour blanche sur case blanche h1 | Tour noire sur case blanche a8 · Cavalier noir sur case noire b8 · Fou noir sur case blanche c8 · Dame noire sur case noire d8 · Roi noir sur case blanche e8 · Fou noir sur case noire f8 · Tour noire sur case noire h8 · Pion noir sur case noire a7 · Pion noir sur case blanche b7 · Pion noir sur case noire c7 · Pion noir sur case noire e7 · Pion noir sur case blanche f7 · Pion noir sur case noire g7 · Pion noir sur case blanche h7 · Pion noir sur case noire d6 · Cavalier noir sur case blanche d5 · Pion blanc sur case noire e5 · Fou blanc sur case blanche c4 · Pion blanc sur case noire d4 · Pion blanc sur case blanche a2 · Pion blanc sur case noire b2 · Pion blanc sur case blanche c2 · Pion blanc sur case noire f2 · Pion blanc sur case blanche g2 · Pion blanc sur case noire h2 · Tour blanche sur case noire a1 · Cavalier blanc sur case blanche b1 · Fou blanc sur case noire c1 · Dame blanche sur case blanche d1 · Roi blanc sur case noire e1 · Cavalier blanc sur case noire g1 · Tour blanche sur case blanche h1 | Tour noire sur case blanche a8 · Cavalier noir sur case noire b8 · Fou noir sur case blanche c8 · Dame noire sur case noire d8 · Roi noir sur case blanche e8 · Fou noir sur case noire f8 · Tour noire sur case noire h8 · Pion noir sur case noire a7 · Pion noir sur case blanche b7 · Pion noir sur case noire c7 · Pion noir sur case noire e7 · Pion noir sur case blanche f7 · Pion noir sur case noire g7 · Pion noir sur case blanche h7 · Pion noir sur case noire d6 · Cavalier noir sur case blanche d5 · Pion blanc sur case noire e5 · Fou blanc sur case blanche c4 · Pion blanc sur case noire d4 · Pion blanc sur case blanche a2 · Pion blanc sur case noire b2 · Pion blanc sur case blanche c2 · Pion blanc sur case noire f2 · Pion blanc sur case blanche g2 · Pion blanc sur case noire h2 · Tour blanche sur case noire a1 · Cavalier blanc sur case blanche b1 · Fou blanc sur case noire c1 · Dame blanche sur case blanche d1 · Roi blanc sur case noire e1 · Cavalier blanc sur case noire g1 · Tour blanche sur case blanche h1 | Tour noire sur case blanche a8 · Cavalier noir sur case noire b8 · Fou noir sur case blanche c8 · Dame noire sur case noire d8 · Roi noir sur case blanche e8 · Fou noir sur case noire f8 · Tour noire sur case noire h8 · Pion noir sur case noire a7 · Pion noir sur case blanche b7 · Pion noir sur case noire c7 · Pion noir sur case noire e7 · Pion noir sur case blanche f7 · Pion noir sur case noire g7 · Pion noir sur case blanche h7 · Pion noir sur case noire d6 · Cavalier noir sur case blanche d5 · Pion blanc sur case noire e5 · Fou blanc sur case blanche c4 · Pion blanc sur case noire d4 · Pion blanc sur case blanche a2 · Pion blanc sur case noire b2 · Pion blanc sur case blanche c2 · Pion blanc sur case noire f2 · Pion blanc sur case blanche g2 · Pion blanc sur case noire h2 · Tour blanche sur case noire a1 · Cavalier blanc sur case blanche b1 · Fou blanc sur case noire c1 · Dame blanche sur case blanche d1 · Roi blanc sur case noire e1 · Cavalier blanc sur case noire g1 · Tour blanche sur case blanche h1 | Tour noire sur case blanche a8 · Cavalier noir sur case noire b8 · Fou noir sur case blanche c8 · Dame noire sur case noire d8 · Roi noir sur case blanche e8 · Fou noir sur case noire f8 · Tour noire sur case noire h8 · Pion noir sur case noire a7 · Pion noir sur case blanche b7 · Pion noir sur case noire c7 · Pion noir sur case noire e7 · Pion noir sur case blanche f7 · Pion noir sur case noire g7 · Pion noir sur case blanche h7 · Pion noir sur case noire d6 · Cavalier noir sur case blanche d5 · Pion blanc sur case noire e5 · Fou blanc sur case blanche c4 · Pion blanc sur case noire d4 · Pion blanc sur case blanche a2 · Pion blanc sur case noire b2 · Pion blanc sur case blanche c2 · Pion blanc sur case noire f2 · Pion blanc sur case blanche g2 · Pion blanc sur case noire h2 · Tour blanche sur case noire a1 · Cavalier blanc sur case blanche b1 · Fou blanc sur case noire c1 · Dame blanche sur case blanche d1 · Roi blanc sur case noire e1 · Cavalier blanc sur case noire g1 · Tour blanche sur case blanche h1 | 3 |
| 2 | Tour noire sur case blanche a8 · Cavalier noir sur case noire b8 · Fou noir sur case blanche c8 · Dame noire sur case noire d8 · Roi noir sur case blanche e8 · Fou noir sur case noire f8 · Tour noire sur case noire h8 · Pion noir sur case noire a7 · Pion noir sur case blanche b7 · Pion noir sur case noire c7 · Pion noir sur case noire e7 · Pion noir sur case blanche f7 · Pion noir sur case noire g7 · Pion noir sur case blanche h7 · Pion noir sur case noire d6 · Cavalier noir sur case blanche d5 · Pion blanc sur case noire e5 · Fou blanc sur case blanche c4 · Pion blanc sur case noire d4 · Pion blanc sur case blanche a2 · Pion blanc sur case noire b2 · Pion blanc sur case blanche c2 · Pion blanc sur case noire f2 · Pion blanc sur case blanche g2 · Pion blanc sur case noire h2 · Tour blanche sur case noire a1 · Cavalier blanc sur case blanche b1 · Fou blanc sur case noire c1 · Dame blanche sur case blanche d1 · Roi blanc sur case noire e1 · Cavalier blanc sur case noire g1 · Tour blanche sur case blanche h1 | Tour noire sur case blanche a8 · Cavalier noir sur case noire b8 · Fou noir sur case blanche c8 · Dame noire sur case noire d8 · Roi noir sur case blanche e8 · Fou noir sur case noire f8 · Tour noire sur case noire h8 · Pion noir sur case noire a7 · Pion noir sur case blanche b7 · Pion noir sur case noire c7 · Pion noir sur case noire e7 · Pion noir sur case blanche f7 · Pion noir sur case noire g7 · Pion noir sur case blanche h7 · Pion noir sur case noire d6 · Cavalier noir sur case blanche d5 · Pion blanc sur case noire e5 · Fou blanc sur case blanche c4 · Pion blanc sur case noire d4 · Pion blanc sur case blanche a2 · Pion blanc sur case noire b2 · Pion blanc sur case blanche c2 · Pion blanc sur case noire f2 · Pion blanc sur case blanche g2 · Pion blanc sur case noire h2 · Tour blanche sur case noire a1 · Cavalier blanc sur case blanche b1 · Fou blanc sur case noire c1 · Dame blanche sur case blanche d1 · Roi blanc sur case noire e1 · Cavalier blanc sur case noire g1 · Tour blanche sur case blanche h1 | Tour noire sur case blanche a8 · Cavalier noir sur case noire b8 · Fou noir sur case blanche c8 · Dame noire sur case noire d8 · Roi noir sur case blanche e8 · Fou noir sur case noire f8 · Tour noire sur case noire h8 · Pion noir sur case noire a7 · Pion noir sur case blanche b7 · Pion noir sur case noire c7 · Pion noir sur case noire e7 · Pion noir sur case blanche f7 · Pion noir sur case noire g7 · Pion noir sur case blanche h7 · Pion noir sur case noire d6 · Cavalier noir sur case blanche d5 · Pion blanc sur case noire e5 · Fou blanc sur case blanche c4 · Pion blanc sur case noire d4 · Pion blanc sur case blanche a2 · Pion blanc sur case noire b2 · Pion blanc sur case blanche c2 · Pion blanc sur case noire f2 · Pion blanc sur case blanche g2 · Pion blanc sur case noire h2 · Tour blanche sur case noire a1 · Cavalier blanc sur case blanche b1 · Fou blanc sur case noire c1 · Dame blanche sur case blanche d1 · Roi blanc sur case noire e1 · Cavalier blanc sur case noire g1 · Tour blanche sur case blanche h1 | Tour noire sur case blanche a8 · Cavalier noir sur case noire b8 · Fou noir sur case blanche c8 · Dame noire sur case noire d8 · Roi noir sur case blanche e8 · Fou noir sur case noire f8 · Tour noire sur case noire h8 · Pion noir sur case noire a7 · Pion noir sur case blanche b7 · Pion noir sur case noire c7 · Pion noir sur case noire e7 · Pion noir sur case blanche f7 · Pion noir sur case noire g7 · Pion noir sur case blanche h7 · Pion noir sur case noire d6 · Cavalier noir sur case blanche d5 · Pion blanc sur case noire e5 · Fou blanc sur case blanche c4 · Pion blanc sur case noire d4 · Pion blanc sur case blanche a2 · Pion blanc sur case noire b2 · Pion blanc sur case blanche c2 · Pion blanc sur case noire f2 · Pion blanc sur case blanche g2 · Pion blanc sur case noire h2 · Tour blanche sur case noire a1 · Cavalier blanc sur case blanche b1 · Fou blanc sur case noire c1 · Dame blanche sur case blanche d1 · Roi blanc sur case noire e1 · Cavalier blanc sur case noire g1 · Tour blanche sur case blanche h1 | Tour noire sur case blanche a8 · Cavalier noir sur case noire b8 · Fou noir sur case blanche c8 · Dame noire sur case noire d8 · Roi noir sur case blanche e8 · Fou noir sur case noire f8 · Tour noire sur case noire h8 · Pion noir sur case noire a7 · Pion noir sur case blanche b7 · Pion noir sur case noire c7 · Pion noir sur case noire e7 · Pion noir sur case blanche f7 · Pion noir sur case noire g7 · Pion noir sur case blanche h7 · Pion noir sur case noire d6 · Cavalier noir sur case blanche d5 · Pion blanc sur case noire e5 · Fou blanc sur case blanche c4 · Pion blanc sur case noire d4 · Pion blanc sur case blanche a2 · Pion blanc sur case noire b2 · Pion blanc sur case blanche c2 · Pion blanc sur case noire f2 · Pion blanc sur case blanche g2 · Pion blanc sur case noire h2 · Tour blanche sur case noire a1 · Cavalier blanc sur case blanche b1 · Fou blanc sur case noire c1 · Dame blanche sur case blanche d1 · Roi blanc sur case noire e1 · Cavalier blanc sur case noire g1 · Tour blanche sur case blanche h1 | Tour noire sur case blanche a8 · Cavalier noir sur case noire b8 · Fou noir sur case blanche c8 · Dame noire sur case noire d8 · Roi noir sur case blanche e8 · Fou noir sur case noire f8 · Tour noire sur case noire h8 · Pion noir sur case noire a7 · Pion noir sur case blanche b7 · Pion noir sur case noire c7 · Pion noir sur case noire e7 · Pion noir sur case blanche f7 · Pion noir sur case noire g7 · Pion noir sur case blanche h7 · Pion noir sur case noire d6 · Cavalier noir sur case blanche d5 · Pion blanc sur case noire e5 · Fou blanc sur case blanche c4 · Pion blanc sur case noire d4 · Pion blanc sur case blanche a2 · Pion blanc sur case noire b2 · Pion blanc sur case blanche c2 · Pion blanc sur case noire f2 · Pion blanc sur case blanche g2 · Pion blanc sur case noire h2 · Tour blanche sur case noire a1 · Cavalier blanc sur case blanche b1 · Fou blanc sur case noire c1 · Dame blanche sur case blanche d1 · Roi blanc sur case noire e1 · Cavalier blanc sur case noire g1 · Tour blanche sur case blanche h1 | Tour noire sur case blanche a8 · Cavalier noir sur case noire b8 · Fou noir sur case blanche c8 · Dame noire sur case noire d8 · Roi noir sur case blanche e8 · Fou noir sur case noire f8 · Tour noire sur case noire h8 · Pion noir sur case noire a7 · Pion noir sur case blanche b7 · Pion noir sur case noire c7 · Pion noir sur case noire e7 · Pion noir sur case blanche f7 · Pion noir sur case noire g7 · Pion noir sur case blanche h7 · Pion noir sur case noire d6 · Cavalier noir sur case blanche d5 · Pion blanc sur case noire e5 · Fou blanc sur case blanche c4 · Pion blanc sur case noire d4 · Pion blanc sur case blanche a2 · Pion blanc sur case noire b2 · Pion blanc sur case blanche c2 · Pion blanc sur case noire f2 · Pion blanc sur case blanche g2 · Pion blanc sur case noire h2 · Tour blanche sur case noire a1 · Cavalier blanc sur case blanche b1 · Fou blanc sur case noire c1 · Dame blanche sur case blanche d1 · Roi blanc sur case noire e1 · Cavalier blanc sur case noire g1 · Tour blanche sur case blanche h1 | Tour noire sur case blanche a8 · Cavalier noir sur case noire b8 · Fou noir sur case blanche c8 · Dame noire sur case noire d8 · Roi noir sur case blanche e8 · Fou noir sur case noire f8 · Tour noire sur case noire h8 · Pion noir sur case noire a7 · Pion noir sur case blanche b7 · Pion noir sur case noire c7 · Pion noir sur case noire e7 · Pion noir sur case blanche f7 · Pion noir sur case noire g7 · Pion noir sur case blanche h7 · Pion noir sur case noire d6 · Cavalier noir sur case blanche d5 · Pion blanc sur case noire e5 · Fou blanc sur case blanche c4 · Pion blanc sur case noire d4 · Pion blanc sur case blanche a2 · Pion blanc sur case noire b2 · Pion blanc sur case blanche c2 · Pion blanc sur case noire f2 · Pion blanc sur case blanche g2 · Pion blanc sur case noire h2 · Tour blanche sur case noire a1 · Cavalier blanc sur case blanche b1 · Fou blanc sur case noire c1 · Dame blanche sur case blanche d1 · Roi blanc sur case noire e1 · Cavalier blanc sur case noire g1 · Tour blanche sur case blanche h1 | 2 |
| 1 | Tour noire sur case blanche a8 · Cavalier noir sur case noire b8 · Fou noir sur case blanche c8 · Dame noire sur case noire d8 · Roi noir sur case blanche e8 · Fou noir sur case noire f8 · Tour noire sur case noire h8 · Pion noir sur case noire a7 · Pion noir sur case blanche b7 · Pion noir sur case noire c7 · Pion noir sur case noire e7 · Pion noir sur case blanche f7 · Pion noir sur case noire g7 · Pion noir sur case blanche h7 · Pion noir sur case noire d6 · Cavalier noir sur case blanche d5 · Pion blanc sur case noire e5 · Fou blanc sur case blanche c4 · Pion blanc sur case noire d4 · Pion blanc sur case blanche a2 · Pion blanc sur case noire b2 · Pion blanc sur case blanche c2 · Pion blanc sur case noire f2 · Pion blanc sur case blanche g2 · Pion blanc sur case noire h2 · Tour blanche sur case noire a1 · Cavalier blanc sur case blanche b1 · Fou blanc sur case noire c1 · Dame blanche sur case blanche d1 · Roi blanc sur case noire e1 · Cavalier blanc sur case noire g1 · Tour blanche sur case blanche h1 | Tour noire sur case blanche a8 · Cavalier noir sur case noire b8 · Fou noir sur case blanche c8 · Dame noire sur case noire d8 · Roi noir sur case blanche e8 · Fou noir sur case noire f8 · Tour noire sur case noire h8 · Pion noir sur case noire a7 · Pion noir sur case blanche b7 · Pion noir sur case noire c7 · Pion noir sur case noire e7 · Pion noir sur case blanche f7 · Pion noir sur case noire g7 · Pion noir sur case blanche h7 · Pion noir sur case noire d6 · Cavalier noir sur case blanche d5 · Pion blanc sur case noire e5 · Fou blanc sur case blanche c4 · Pion blanc sur case noire d4 · Pion blanc sur case blanche a2 · Pion blanc sur case noire b2 · Pion blanc sur case blanche c2 · Pion blanc sur case noire f2 · Pion blanc sur case blanche g2 · Pion blanc sur case noire h2 · Tour blanche sur case noire a1 · Cavalier blanc sur case blanche b1 · Fou blanc sur case noire c1 · Dame blanche sur case blanche d1 · Roi blanc sur case noire e1 · Cavalier blanc sur case noire g1 · Tour blanche sur case blanche h1 | Tour noire sur case blanche a8 · Cavalier noir sur case noire b8 · Fou noir sur case blanche c8 · Dame noire sur case noire d8 · Roi noir sur case blanche e8 · Fou noir sur case noire f8 · Tour noire sur case noire h8 · Pion noir sur case noire a7 · Pion noir sur case blanche b7 · Pion noir sur case noire c7 · Pion noir sur case noire e7 · Pion noir sur case blanche f7 · Pion noir sur case noire g7 · Pion noir sur case blanche h7 · Pion noir sur case noire d6 · Cavalier noir sur case blanche d5 · Pion blanc sur case noire e5 · Fou blanc sur case blanche c4 · Pion blanc sur case noire d4 · Pion blanc sur case blanche a2 · Pion blanc sur case noire b2 · Pion blanc sur case blanche c2 · Pion blanc sur case noire f2 · Pion blanc sur case blanche g2 · Pion blanc sur case noire h2 · Tour blanche sur case noire a1 · Cavalier blanc sur case blanche b1 · Fou blanc sur case noire c1 · Dame blanche sur case blanche d1 · Roi blanc sur case noire e1 · Cavalier blanc sur case noire g1 · Tour blanche sur case blanche h1 | Tour noire sur case blanche a8 · Cavalier noir sur case noire b8 · Fou noir sur case blanche c8 · Dame noire sur case noire d8 · Roi noir sur case blanche e8 · Fou noir sur case noire f8 · Tour noire sur case noire h8 · Pion noir sur case noire a7 · Pion noir sur case blanche b7 · Pion noir sur case noire c7 · Pion noir sur case noire e7 · Pion noir sur case blanche f7 · Pion noir sur case noire g7 · Pion noir sur case blanche h7 · Pion noir sur case noire d6 · Cavalier noir sur case blanche d5 · Pion blanc sur case noire e5 · Fou blanc sur case blanche c4 · Pion blanc sur case noire d4 · Pion blanc sur case blanche a2 · Pion blanc sur case noire b2 · Pion blanc sur case blanche c2 · Pion blanc sur case noire f2 · Pion blanc sur case blanche g2 · Pion blanc sur case noire h2 · Tour blanche sur case noire a1 · Cavalier blanc sur case blanche b1 · Fou blanc sur case noire c1 · Dame blanche sur case blanche d1 · Roi blanc sur case noire e1 · Cavalier blanc sur case noire g1 · Tour blanche sur case blanche h1 | Tour noire sur case blanche a8 · Cavalier noir sur case noire b8 · Fou noir sur case blanche c8 · Dame noire sur case noire d8 · Roi noir sur case blanche e8 · Fou noir sur case noire f8 · Tour noire sur case noire h8 · Pion noir sur case noire a7 · Pion noir sur case blanche b7 · Pion noir sur case noire c7 · Pion noir sur case noire e7 · Pion noir sur case blanche f7 · Pion noir sur case noire g7 · Pion noir sur case blanche h7 · Pion noir sur case noire d6 · Cavalier noir sur case blanche d5 · Pion blanc sur case noire e5 · Fou blanc sur case blanche c4 · Pion blanc sur case noire d4 · Pion blanc sur case blanche a2 · Pion blanc sur case noire b2 · Pion blanc sur case blanche c2 · Pion blanc sur case noire f2 · Pion blanc sur case blanche g2 · Pion blanc sur case noire h2 · Tour blanche sur case noire a1 · Cavalier blanc sur case blanche b1 · Fou blanc sur case noire c1 · Dame blanche sur case blanche d1 · Roi blanc sur case noire e1 · Cavalier blanc sur case noire g1 · Tour blanche sur case blanche h1 | Tour noire sur case blanche a8 · Cavalier noir sur case noire b8 · Fou noir sur case blanche c8 · Dame noire sur case noire d8 · Roi noir sur case blanche e8 · Fou noir sur case noire f8 · Tour noire sur case noire h8 · Pion noir sur case noire a7 · Pion noir sur case blanche b7 · Pion noir sur case noire c7 · Pion noir sur case noire e7 · Pion noir sur case blanche f7 · Pion noir sur case noire g7 · Pion noir sur case blanche h7 · Pion noir sur case noire d6 · Cavalier noir sur case blanche d5 · Pion blanc sur case noire e5 · Fou blanc sur case blanche c4 · Pion blanc sur case noire d4 · Pion blanc sur case blanche a2 · Pion blanc sur case noire b2 · Pion blanc sur case blanche c2 · Pion blanc sur case noire f2 · Pion blanc sur case blanche g2 · Pion blanc sur case noire h2 · Tour blanche sur case noire a1 · Cavalier blanc sur case blanche b1 · Fou blanc sur case noire c1 · Dame blanche sur case blanche d1 · Roi blanc sur case noire e1 · Cavalier blanc sur case noire g1 · Tour blanche sur case blanche h1 | Tour noire sur case blanche a8 · Cavalier noir sur case noire b8 · Fou noir sur case blanche c8 · Dame noire sur case noire d8 · Roi noir sur case blanche e8 · Fou noir sur case noire f8 · Tour noire sur case noire h8 · Pion noir sur case noire a7 · Pion noir sur case blanche b7 · Pion noir sur case noire c7 · Pion noir sur case noire e7 · Pion noir sur case blanche f7 · Pion noir sur case noire g7 · Pion noir sur case blanche h7 · Pion noir sur case noire d6 · Cavalier noir sur case blanche d5 · Pion blanc sur case noire e5 · Fou blanc sur case blanche c4 · Pion blanc sur case noire d4 · Pion blanc sur case blanche a2 · Pion blanc sur case noire b2 · Pion blanc sur case blanche c2 · Pion blanc sur case noire f2 · Pion blanc sur case blanche g2 · Pion blanc sur case noire h2 · Tour blanche sur case noire a1 · Cavalier blanc sur case blanche b1 · Fou blanc sur case noire c1 · Dame blanche sur case blanche d1 · Roi blanc sur case noire e1 · Cavalier blanc sur case noire g1 · Tour blanche sur case blanche h1 | Tour noire sur case blanche a8 · Cavalier noir sur case noire b8 · Fou noir sur case blanche c8 · Dame noire sur case noire d8 · Roi noir sur case blanche e8 · Fou noir sur case noire f8 · Tour noire sur case noire h8 · Pion noir sur case noire a7 · Pion noir sur case blanche b7 · Pion noir sur case noire c7 · Pion noir sur case noire e7 · Pion noir sur case blanche f7 · Pion noir sur case noire g7 · Pion noir sur case blanche h7 · Pion noir sur case noire d6 · Cavalier noir sur case blanche d5 · Pion blanc sur case noire e5 · Fou blanc sur case blanche c4 · Pion blanc sur case noire d4 · Pion blanc sur case blanche a2 · Pion blanc sur case noire b2 · Pion blanc sur case blanche c2 · Pion blanc sur case noire f2 · Pion blanc sur case blanche g2 · Pion blanc sur case noire h2 · Tour blanche sur case noire a1 · Cavalier blanc sur case blanche b1 · Fou blanc sur case noire c1 · Dame blanche sur case blanche d1 · Roi blanc sur case noire e1 · Cavalier blanc sur case noire g1 · Tour blanche sur case blanche h1 | 1 |
|   | a | b | c | d | e | f | g | h |   |

La variante Canal de la défense Alekhine porte son nom. En voici une partie illustrative :
Esteban Canal-Francisco José Pérez (en), Madrid, 1951
1. e4 Cf6 2. e5 Cd5 3. d4 d6 4. Fc4 Cb6 (4...dxe5 5. dxe5 Cb6?? 6. Fxf7+ et la Dame noire est perdue ; 4...c6 5. Df3 Fe6) 5. Fb3 dxe5 (5...Ff5 6. Df3 Dc8 7. a4) 6. Dh5 (6. dxe5? Dxd1+ 7. Rxd1 Cc6) 6...e6 7. dxe5 c5 (7...a5! 8. a4!) 8. c3 Cc6 9. De2 Fe7 10. Cf3 Dc7 11. 0-0 Cd7 12. Te1 0-0 13. Ff4 Td8 14. Cbd2 Cf8 15. Tad1 b6 16. Ce4 Cg6 17. Txd8+ Cxd8 18. Fg3 Fb7 19. Td1 Cc6 20. Cf6+ gxf6 21. exf6 Cf4 22. Dd2 Fxf6 23. Fxf4 Ce5 24. Fxe5 Bxe5 25. Fg3 Fxg3 26. Dg5+! Rh8 27. Df6+ Rg8 28. hxg3 Fe4 29. Fxe6! 1-0 (29...fxe6 30. Dxe6+ Df7 31. Dxe4).

## L'immortelle péruvienne
Canal joue sa partie la plus célèbre, l'immortelle péruvienne au cours d'une partie simultanée. En 14 coups, il sacrifie ses deux tours et sa dame pour accomplir un mat de Boden.